# 蜡嘴雀属
为燕雀科下的一個屬，其下僅有分佈於東亞地區的兩個种。本屬由英格蘭鳥類學家约翰·古尔德于1851年建立，屬名來自古希腊語，其中ēōs的意思是「清晨」，phōnē的意思是「叫」。其模式種由英國鳥類學家喬治·羅伯特·格雷指定為，現為黑尾蜡嘴雀下一個亞種的異名。

## 下屬物種
本屬包含以下物種：
- 黑尾蜡嘴雀 Eophona migratoria Hartert, EJO, 1903
- 黑头蜡嘴雀 Eophona personata (Temminck & Schlegel, 1847)

## 外部連結
- 维基共享资源上的相關多媒體資源：蜡嘴雀属
- 維基物種上的相關：蜡嘴雀属